# Geheeltallige programmering
Een geheeltallig programmering probleem is een wiskundig optimalisatie- of haalbaarheidsprogramma, waarin sommige of alle van de variabelen zich beperken tot de gehele getallen. 
In veel settings verwijst de term naar geheeltallige lineaire programmering, dat ook bekendstaat als gemengde geheeltallige programmering.
Geheeltallige programmering is NP-moeilijk. Een speciaal geval is de 0-1 geheeltallige lineaire programmering, waarbij de onbekenden binair zijn, is een van de 21 NP-compleet problemen van Karp.